# Mühlheim an der Donau
Mühlheim an der Donau ist eine kleine Stadt im Landkreis Tuttlingen in Baden-Württemberg (Deutschland).

## Geographie

### Geographische Lage
Mühlheim an der Donau liegt im Herzen des Naturparks Obere Donau rund zehn Kilometer nordöstlich der Kreisstadt Tuttlingen. Im westlich von Mühlheim liegenden Ortsteil Stetten mündet der Kesselbach in die Donau. Im Bereich der Altstadt mündet die Lippach, und nahe am östlichen Gemarkungsrand der Wulfbach.

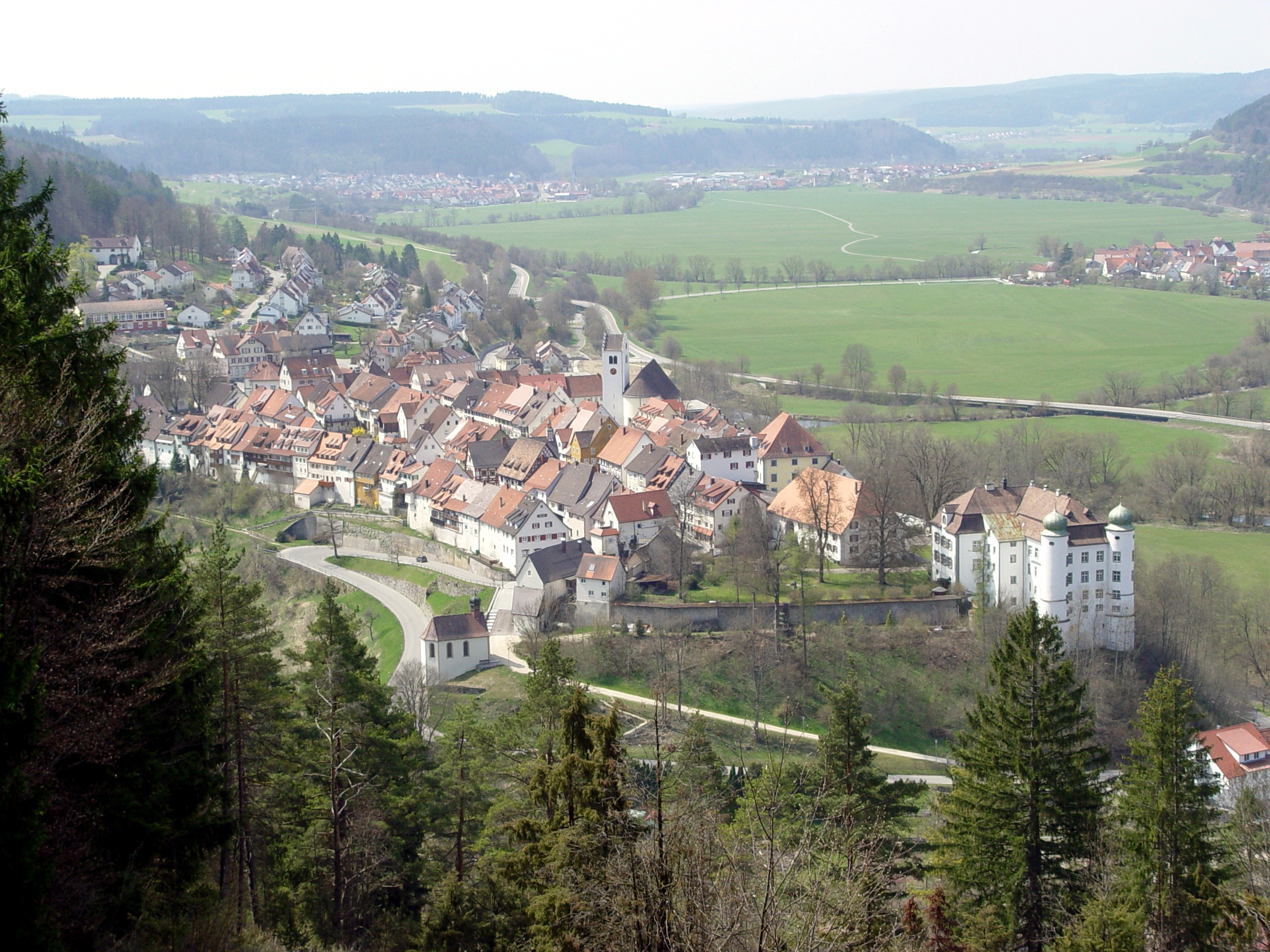
Die Mühlheimer Oberstadt auf einem Bergsporn oberhalb der Donau
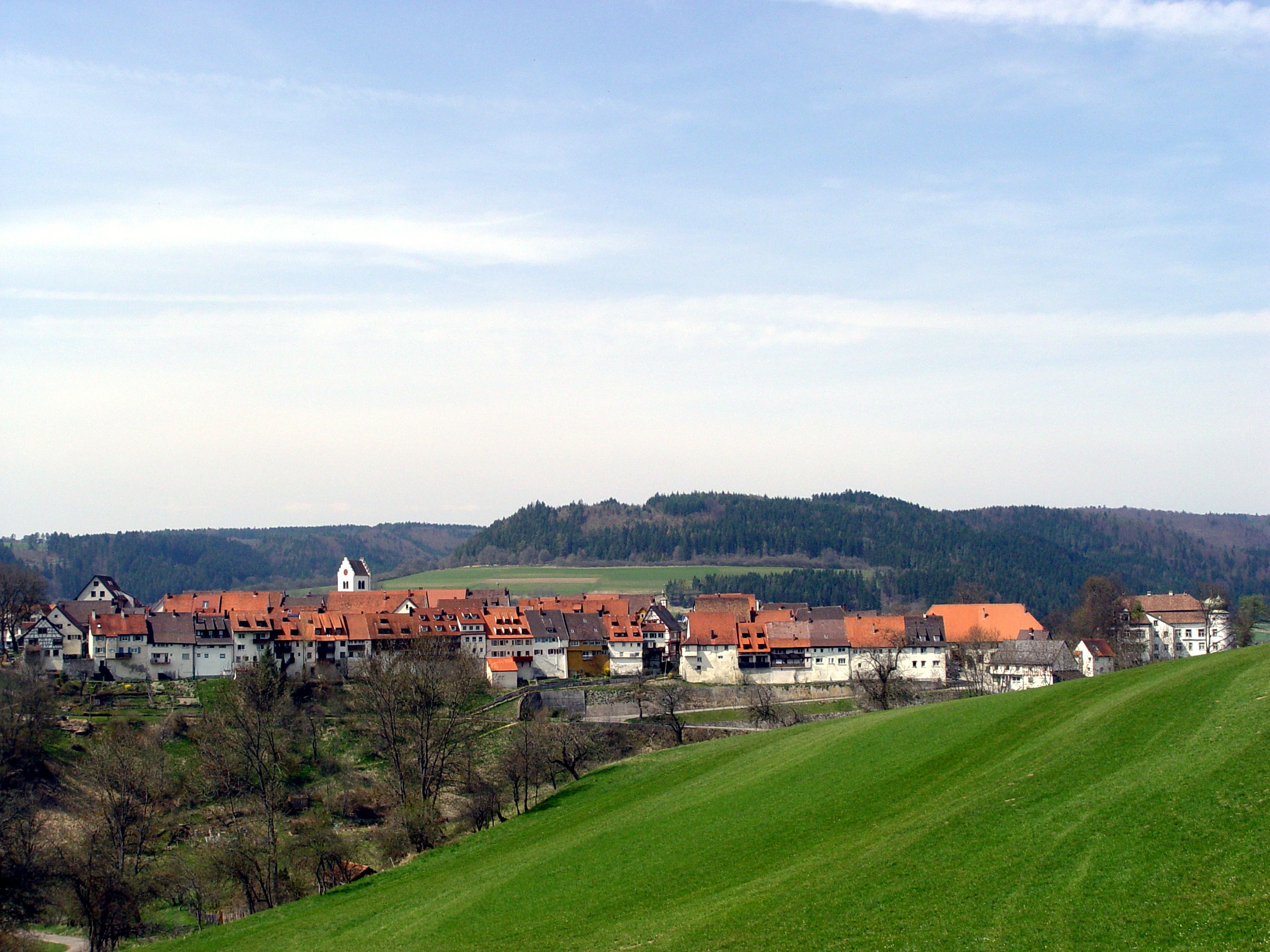
Ostansicht der Oberstadt

### Nachbargemeinden
Nachbargemeinden Mühlheims sind im Uhrzeigersinn Mahlstetten, Kolbingen, Fridingen an der Donau sowie der Tuttlinger Ortsteil Nendingen. Die Mühlheimer Gemarkung berührt zudem die Gemarkungen von insgesamt vier Nachbargemeinden (neben Nendingen sind das Wurmlingen, Dürbheim und Rietheim-Weilheim) an einem einzigen Punkt im Ursental.

### Stadtgliederung

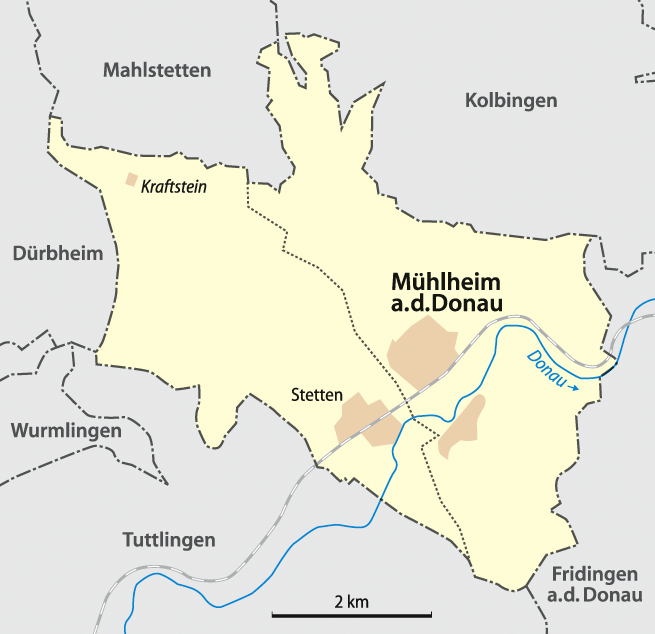
Gemeindegliederung und Nachbargemeinden

Die Stadt Mühlheim an der Donau besteht seit der Eingemeindung von 1971 aus den Stadtteilen Mühlheim und Stetten. Der Stadtteil Stetten wird offiziell als „Mühlheim an der Donau-Stetten“ geführt. Die Stadtteile sind räumlich identisch mit den früheren Gemeinden gleichen Namens.
Der Stadtteil Mühlheim besteht aus der Stadt Mühlheim an der Donau, dem Weiler Altstadt, den Höfen Kraftstein, Mittlere Mühle und Obere Mühle sowie dem 1978 abgebrochenen Schützenwirtshaus und der Burgruine Kraftstein. Zum Stadtteil Stetten gehört nur das Dorf Stetten an der Donau.
| Wappen                       | Ortsteil                          | Einwohner (Stand: August 2009) | Fläche  |
| ---------------------------- | --------------------------------- | ------------------------------ | ------- |
| Wappen Mühlheim an der Donau | Mühlheim an der Donau (Kernstadt) | 2750                           | 1178 ha |
| Wappen Stetten an der Donau  | Stetten                           | 0730                           | 0995 ha |

### Schutzgebiete
In Mühlheim liegen die Naturschutzgebiete Kraftstein, Stettener Halde, Triebhalde, Galgenberg und Buchhalde-Oberes Donautal sowie die Landschaftsschutzgebiete Sommerschafweide auf dem Bäunisberg und Kraftstein, Donautal mit Bära- und Lippachtal, Stettener Tal und Tiefental.
Mühlheim hat zudem Anteil am FFH-Gebiet Großer Heuberg und Donautal sowie am Vogelschutzgebiet Südwestalb und Oberes Donautal. Darüber hinaus gehört Mühlheim zum Naturpark Obere Donau.

## Geschichte

### Antike und frühes Mittelalter
Die Geschichte der Stadt Mühlheim reicht mindestens bis in die Römerzeit zurück, als links der Donau, im Bereich der heutigen Altstadt, erste Mühlräder an den beiden Karstquellen des Wulfbaches entstanden. Diese Quellen lieferten ganzjährig genügend Wasser für die Mühlräder und die sich anschließende Siedlung. Die zentrale Bedeutung der Mühlen machte diese dann auch zum Namensgeber der Siedlung.
Die weitere Entwicklung Mühlheims wurde begünstigt durch einen alten Handelsweg, der vom Bodensee kommend bei Mühlheim die Donau in einer Furt überquerte und dann weiter über die Schwäbische Alb nach Rottweil führte. Oberhalb der Furt wurde vermutlich im 8. Jahrhundert eine Kirche gebaut, die dem heiligen Gallus geweiht war. Es ist nicht genau bekannt, welche Bedeutung Mühlheim zu dieser Zeit hatte, jedoch kann als sicher gelten, dass die Kirche nicht nur für Mühlheim, sondern auch für einige Nachbardörfer bedeutsam war. Die erste urkundliche Erwähnung Mühlheims datiert vom Jahr 843.

### Hohes und spätes Mittelalter
Im 12. Jahrhundert gelangte Mühlheim in den Besitz des hochadeligen Geschlechts derer von Zollern. Friedrich IV. von Zollern gründete kurz nach 1200 auf einem Bergsporn südlich der Donau, Nußbühl genannt, eine Burg. An diese schloss sich bald eine befestigte Stadt mit vier Toren an. Mehrere adelige Familien, unter anderem ein Zweig der Herren von Werenwag, erwählten Mühlheim in dieser Zeit zu ihrem Wohnsitz. Der alte Handelsweg war inzwischen zur Reichsstraße geworden und begünstigte die Entstehung von Wochen- und Jahrmärkten. Mühlheim entwickelte sich so zu einem regionalen Wirtschaftszentrum.
Die Grafen von Zollern machten Mühlheim durch den Erwerb mehrerer Dörfer und vor allem durch das Erlangen der Vogtei über das Kloster Beuron zum Verwaltungszentrum der Herrschaft Mühlheim. Die Stadt versuchte Ende des 14. Jahrhunderts nach Vorbild der Reichsstädte ein eigenes Territorium zu schaffen. So gelang 1386 der Kauf der Burg Kraftstein durch den Schultheißen Peter der Spreter, ein weiterer Erwerb gelang der Stadt jedoch nicht mehr.
Mühlheim wurde danach zweimal verkauft, zunächst 1392 an die Herren von Weitingen und 17 Jahre später an die Herren von Enzberg, die somit seit 1409 in Mühlheim residierten. Den mit Ende des Mittelalters einsetzenden Untergang der Stadt beschleunigte der Wegzug mehrerer bedeutender Familien aufgrund eines Verfassungskonfliktes der Bürger mit ihren neuen Stadtherren in der zweiten Hälfte des 15. Jahrhunderts.

### Frühe Neuzeit
Ausschlaggebend für die nachteilige Entwicklung der Stadt war die Verlagerung des Verkehrs auf die Straße, die vom Bodensee über Tuttlingen nach Rottweil führte. Mühlheim verlor an Bedeutung und wurde im Schatten Tuttlingens zu einem beschaulichen Landstädtchen. Die Bürger Mühlheims lebten fortan hauptsächlich von der Landwirtschaft und von wenigen Handwerksbetrieben am Ort.
Den Niedergang des Ortes besiegelte der Dreißigjährige Krieg, in dessen Verlauf Mühlheim wiederholt von kaiserlichen und schwedischen Truppen besetzt wurde. 1632 sollen bei einem Überfall 300 Schweden getötet worden sein. Ein Schwedengrab an der Donau erinnert noch heute an dieses Blutbad. Der Krieg brachte großes Leid über die Stadt, von ursprünglich 96 Bürgern mit ihren Familien lebten 1635 nur noch 28 in der Stadt. Der Rest war geflohen, verhungert oder einer Seuche erlegen.
In seiner Chronik schildert der damalige Bürgermeister Bartholomäus Kindler das Schicksal, das der Stadt widerfahren ist. Von diesem Schicksalsschlag erholte sich die Stadt kaum und versank im 18. Jahrhundert beinahe in der Bedeutungslosigkeit.

### Württembergische Zeit

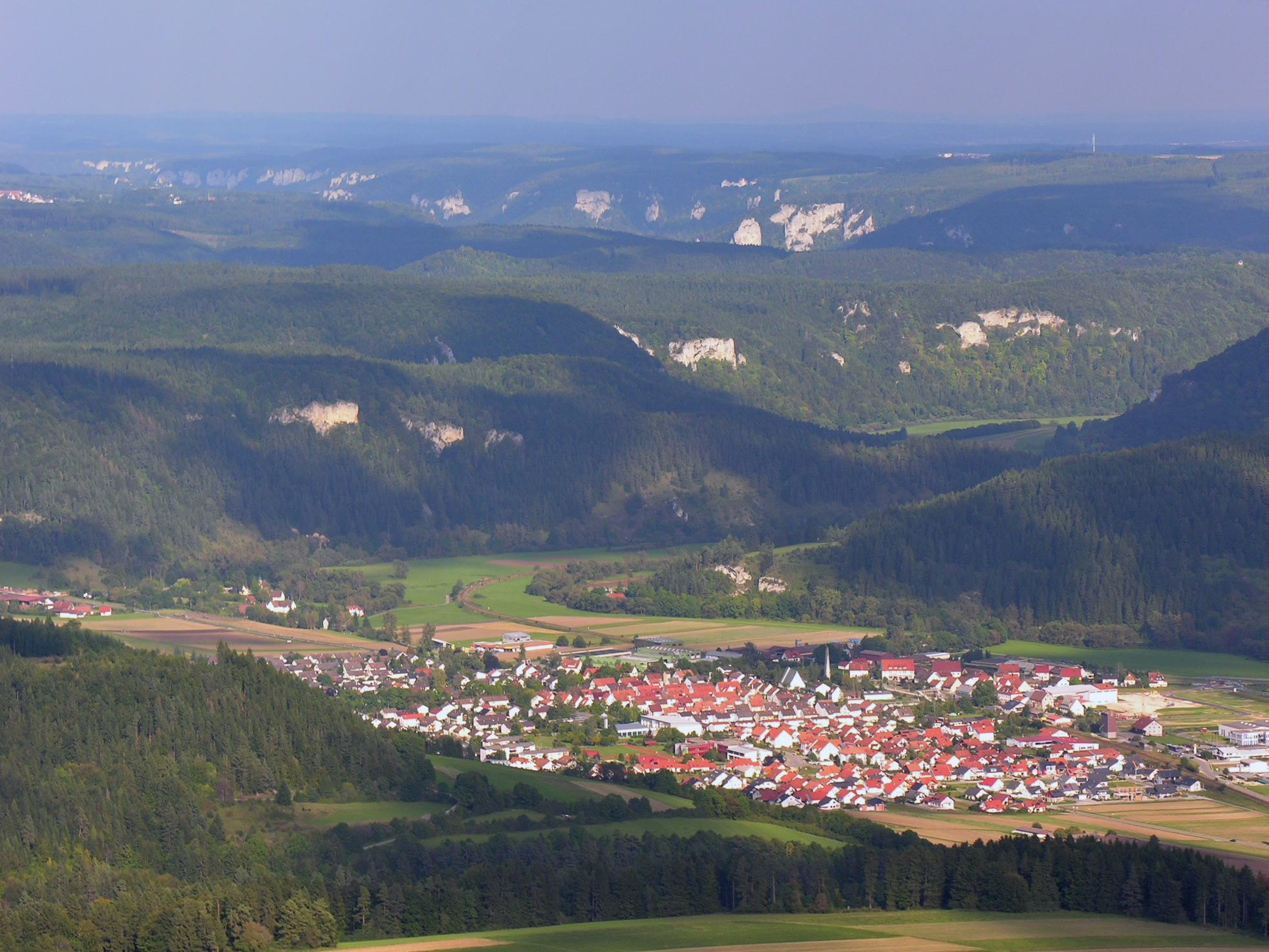
Mühlheim

1806 kam Mühlheim durch die Rheinbundakte und seine Lage rechts der Donau für kurze Zeit unter badische Herrschaft, gelangte jedoch noch im selben Jahr mit dem Tausch- und Epurationsvertrag an das Königreich Württemberg und wurde dem Oberamt Tuttlingen zugeordnet. Die industrielle Revolution Ende des 19. Jahrhunderts erfasste auch Mühlheim und brachte nach und nach wieder bescheidenen Wohlstand in das Städtchen. So fielen in diese Zeit die Gründung von Uhrenfabriken wie etwa durch Ruprecht Amman und Karl Aigeltinger.
Weiteren Auftrieb brachte der Bau der Bahnstrecke Tuttlingen–Inzigkofen durch die Württembergischen Staatseisenbahnen im Jahr 1890. Im selben Jahr richtete ein Stadtbrand erhebliche Schäden an.
1896 gründete der Uhrmacher Ludwig Leibinger eine Werkstatt für chirurgische Instrumente.
In den folgenden Jahren siedelten sich in der Vorstadt weitere Handwerks- und Industriebetriebe an.
Bei der Verwaltungsreform während der NS-Zeit in Württemberg gelangte Mühlheim 1938 zum Landkreis Tuttlingen.

### Nachkriegszeit
Mühlheim war nach dem Zweiten Weltkrieg Teil der Französischen Besatzungszone und wurde somit 1947 ein Teil des neu gegründeten Landes Württemberg-Hohenzollern, welches 1952 im Land Baden-Württemberg aufging.
Durch bauliche Erweiterungen, die seit den 1950er Jahren hauptsächlich in der Vorstadt stattgefunden haben, befindet sich heute wieder, wie zur Römerzeit, der größte Teil der Stadt links der Donau, nachdem im Mittelalter das Zentrum Mühlheims in der rechts der Donau gelegenen Oberstadt gewesen war.
Mit der Kreisreform in Baden-Württemberg wechselte die Stadt Mühlheim 1973 als Teil des Landkreises Tuttlingen vom Regierungsbezirk Südwürttemberg-Hohenzollern zum Regierungsbezirk Freiburg.
Die Stadt Mühlheim erhielt 1979 eine Realschule und gewann 1987 repräsentative Räumlichkeiten für kulturelle Veranstaltungen durch den Erwerb des Vorderen Schlosses vom Freiherrn von Enzberg. Im Vorderen Schloss richtete Mühlheim ein Museum ein. Viele der historischen Fachwerkgebäude in der Oberstadt wurden restauriert und das historische Stadtbild konnte so wieder hergestellt werden, in dessen Mittelpunkt das vermutlich aus dem 14. Jahrhundert stammende Rathaus steht.

### Eingemeindungen
Am 1. Dezember 1971 wurde die bis dahin selbstständige Gemeinde Stetten an der Donau (so seit dem 27. Januar 1962, vorher Stetten) eingemeindet.

## Politik

### Gemeinderat und Ortschaftsräte
Die beiden Stadtteile bilden Wohnbezirke im Sinne der baden-württembergischen Gemeindeordnung und im Stadtteil Stetten ist eine Ortschaft im Sinne der baden-württembergischen Gemeindeordnung mit eigenem Ortschaftsrat und Ortsvorsteher als dessen Vorsitzender eingerichtet. Der aktuelle Ortsvorsteher ist Emil Buschle, der zugleich von 2006 bis 2022 1. Beigeordneter der Stadt Tuttlingen war.
Die Kommunalwahl vom 9. Juni 2024 führte bei einer Wahlbeteiligung von 69,48 % (+ 0,84 %) zu folgendem Ergebnis:
| Partei / Liste      | Stimmenanteil | +/- %p | Sitze | +/- |
| Bürgerliste         | 80,35 %       | + 4,19 | 11    | + 0 |
| SPD und Unabhängige | 19,65 %       | - 4,19 | 3     | - 0 |

Der Ortschaftsrat des Stadtteils Stetten wurde gleichzeitig mit einer Wahlbeteiligung von 72,3 % (- 1,62 %) mit folgendem Ergebnis gewählt:
| Partei / Liste | Stimmenanteil | +/- %p  | Sitze | +/- |
| Bürgerliste    | 84,59 %       | + 11,68 | 7     | + 0 |
| SPD            | 15,41 %       | - 11,68 | 1     | - 0 |

### Bürgermeister
Bürgermeister der Stadt Mühlheim an der Donau ist Jörg Kaltenbach.
- 1966–1994: Kurt Weiss (CDU)
- 1994–2005: Oliver Ehret (CDU)
- seit 2006: Jörg Kaltenbach (CDU)

### Verwaltungsverband
Mühlheim ist Mitglied des Gemeindeverwaltungsverbandes Donau-Heuberg mit Sitz in Fridingen an der Donau.

### Wappen
| Wappen von Mühlheim an der Donau | Blasonierung: „In Silber ein vierspeichiges schwarzes Mühlrad.“ |
| Wappen von Mühlheim an der Donau | Wappenbegründung: Das Wappen ist abgeleitet vom ältesten Siegel der Stadt aus dem Jahre 1266. Es zeigt bereits das für den Ortsnamen „redende“ Mühlrad. Die Farben Silber und Schwarz sind die zollerschen in Erinnerung an die Stadtgründung durch die Grafen von Zollern. |

- Die Feuerwehr Mühlheim & Stetten an der Donau führt auf ihren Fahrzeugen ein Wappen, dessen Schild linksschräg von Blau und Gold (Gelb) geteilt ist.[11]

Wappen auf Feuerwehrfahrzeugen
Historische Wappenversion

### Banner und Flagge
|  | 00Banner: „Das Banner ist blau-weiß längsgestreift mit dem aufgelegten Wappen oberhalb der Mitte.“ |
|  | 00Hissflagge: „Die Flagge ist blau-weiß quergestreift mit dem Wappen in der Mitte.“                |

## Kultur und Sehenswürdigkeiten

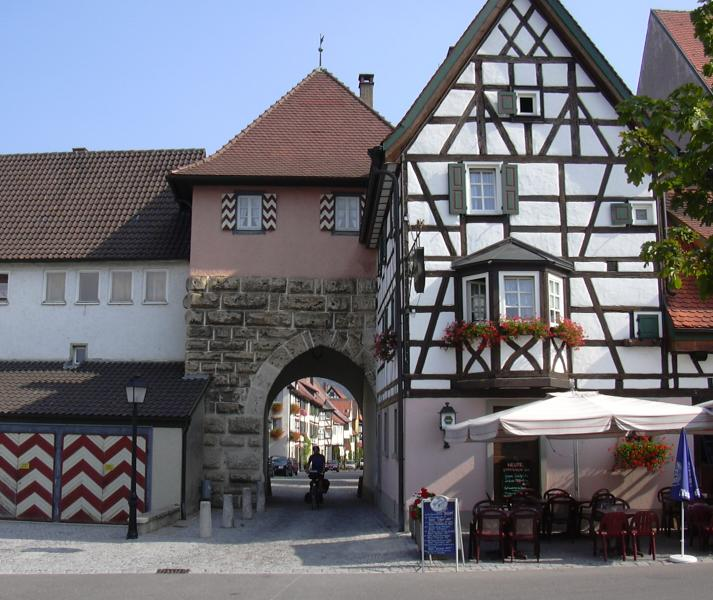
Westliches Stadttor

Die Kommune ist dem Tourismusverband „Donaubergland“ angeschlossen. Die Altstadt steht als Gesamtanlage Mühlheim/Donau komplett unter Denkmalschutz, für die unter Denkmalschutz stehenden einzelnen Kulturdenkmale der Stadt siehe die Liste der Kulturdenkmale in Mühlheim an der Donau.

### Museum
- Im Vorderen Schloss befindet sich in den beiden oberen Stockwerken das Museum. Das Gebäude wurde durch die Stadt Mühlheim 1987 von den seit 1409 hier ansässigen Freiherrn von Enzberg erworben und vollständig restauriert. Es stammt in seiner heutigen Form aus der Mitte des 18. Jahrhunderts. Der Schwerpunkt der Museumskonzeption liegt auf der Geschichte der Stadt und der ehemaligen Herrschaft Mühlheim, der Kirche und dem Welschenberg. Die Dauerausstellung greift Themen aus Kunst- und Kulturgeschichte sowie Kirchen- und Sozialgeschichte auf.

### Stadthalle
Für Theater und Konzertveranstaltungen stehen die Festhalle und das Gemeindezentrum im Ortsteil Stetten zur Verfügung. Ergänzt wurden diese Einrichtungen durch das Bürgerhaus im Ortsteil Stetten. Unter Federführung des Fördervereins finden hier regelmäßige Vorträge statt.

### Bauwerke

#### Kirchenruine Maria Hilf

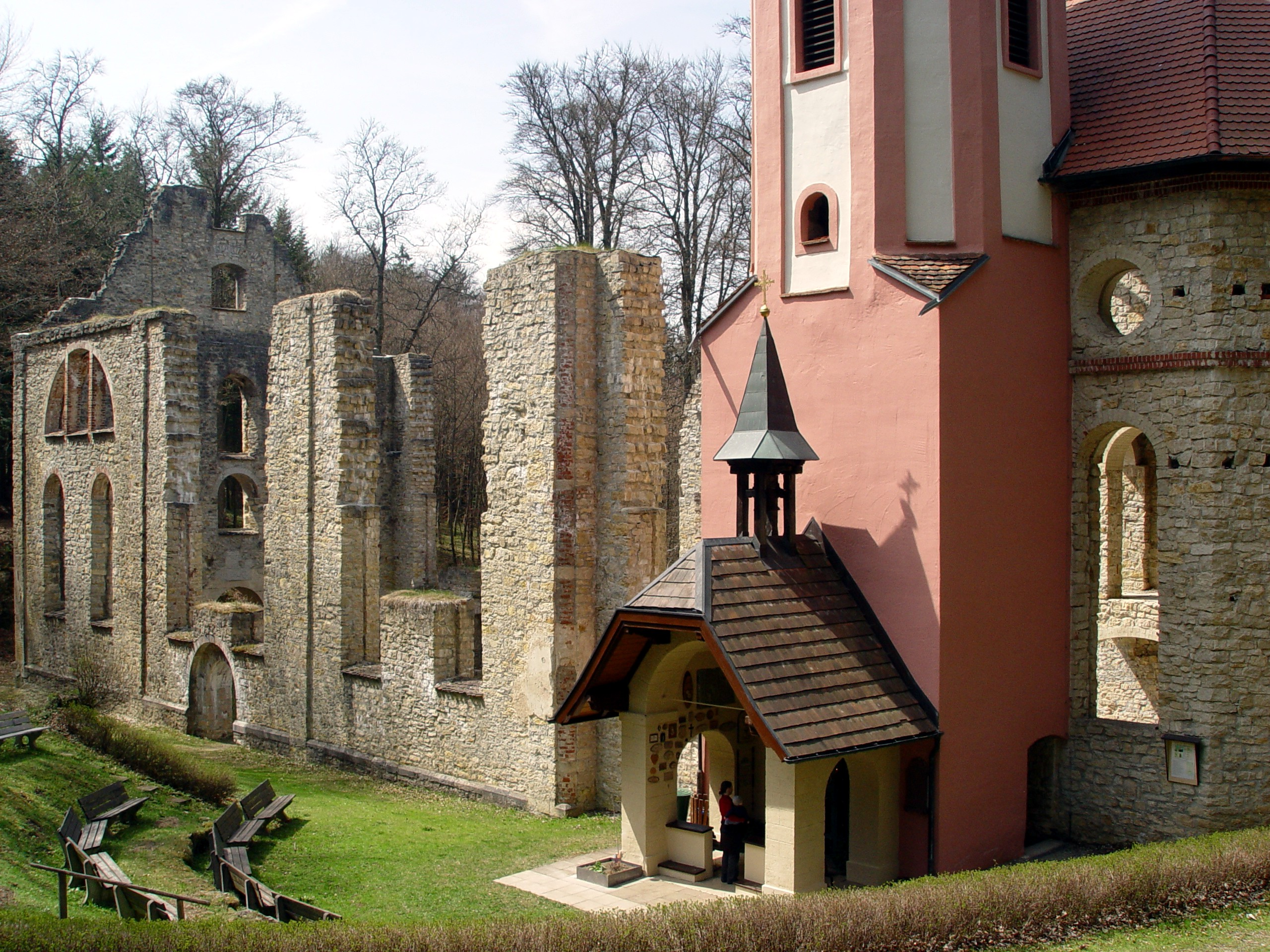
Ruine der Kirche Maria Hilf

Die beeindruckende Kirchenruine Maria Hilf auf dem Welschenberg wurde 1661 erbaut und 1813 abgebrochen. Sie war ein bekannter Wallfahrtsort. Die Wallfahrt begann nach dem Dreißigjährigen Krieg, als der Pfarrer von Mühlheim 1649 ein Bild der Jungfrau Maria an einer großen Eiche anbrachte. In späteren Jahren wurden sogar Herbergen für Wallfahrer und Stallungen gebaut. 1756 gipfelte die Wallfahrtstätigkeit im Bau einer neuen Kirche, die 47 m lang und 18 m breit war. 1811 wurde die Wallfahrt offiziell aufgehoben und die Gebäude zum Abbruch verkauft. Es steht heute noch eine große Kirchenruine, von der der Kirchturm restauriert und ein Teil der Kirche mit einem Dach versehen wurde.

#### Galluskirche
Die Galluskirche ist die Mühlheimer Friedhofskirche. Teile der Bausubstanz des im romanischen Stil errichteten Gebäudes stammen aus dem 10. und 11. Jahrhundert. Im Inneren sind Fresken aus dem 14. bis 15. Jahrhundert zu sehen. Die Orgel aus dem Jahr 1759 ist eines der letzten erhaltenen Werke des Orgelbaumeisters Hieronymus Spiegel aus Fridingen an der Donau.

#### Sebastianskapelle
Die Sebastianskapelle geht auf das Jahr 1610 zurück, als bei einer verheerenden Pestepidemie der letzte Bürger starb und ein Gelübde der Überlebenden zum Kirchenbau führte. Die Pestkapelle ist den Heiligen Sebastian und Rochus geweiht. Über dem Rundbogentor befindet sich ein Relief des Heiligen Sebastian mit dem Stiftungsjahr 1610.

#### Pfarrkirche St. Maria Magdalena
Die Pfarrkirche St. Maria Magdalena wurde 1794–96 anstelle eines Vorgängerbaus errichtet und steht als Kulturdenkmal besonderer Bedeutung unter Schutz.

#### Rathaus
Das Rathaus ist ein gotischer Fachwerkbau, der 1928 in das Verzeichnis der Baudenkmäler aufgenommen wurde. Erwähnt wurde das Rathaus zum ersten Mal 1512, eine Säule mit romanischem Kapitell weist jedoch auf die Gründungszeit um 1200 hin.

#### Schloss Mühlheim

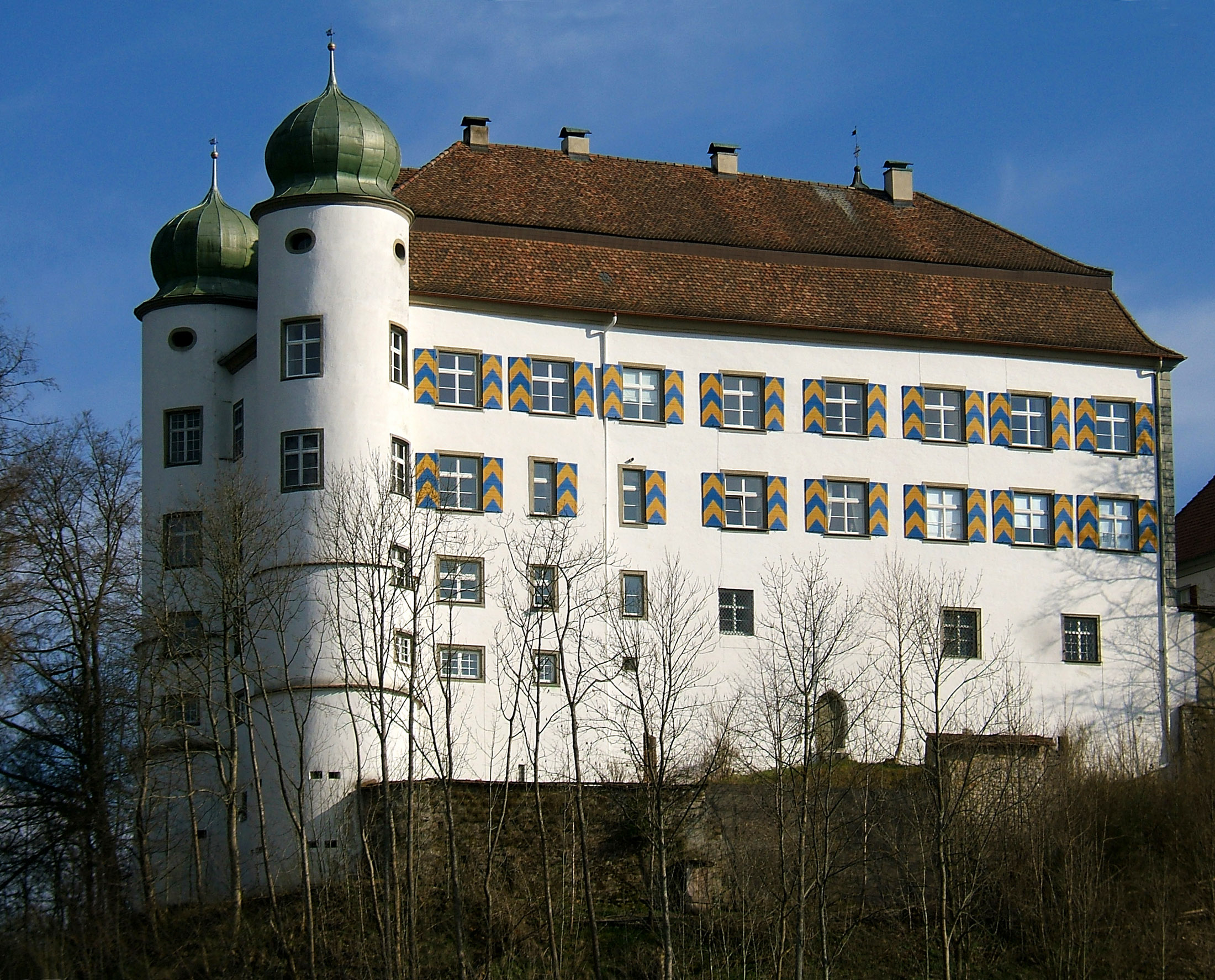
Schloss Mühlheim

Das Schloss (auch „Hinteres Schloss“) der Herren von Enzberg wurde um 1200 erbaut; sein heutiges Aussehen erhielt es Mitte des 18. Jahrhunderts. Das Schloss wurde von der Denkmalstiftung Baden-Württemberg zum „Denkmal des Monats Juli 2019“ ernannt.

### Naturdenkmäler
- Die Mühlheimer Felsenhöhle wurde 1912 erschlossen, ist aber im Regelfall verschlossen und kann nicht besichtigt werden.[13]
- Der Gelbe Fels ist ein Aussichtspunkt über dem Donautal.
- Östlich von Mühlheim haben sich in einem Altarm der Donau (Wulfbach), der direkt an einen Bahndamm angrenzt und durch einen Bach mit der Donau verbunden ist, Biber angesiedelt;[14] eine Informationstafel am Donauradweg informiert über die Biber und das Naturschutzgebiet.

### Regelmäßige Veranstaltungen

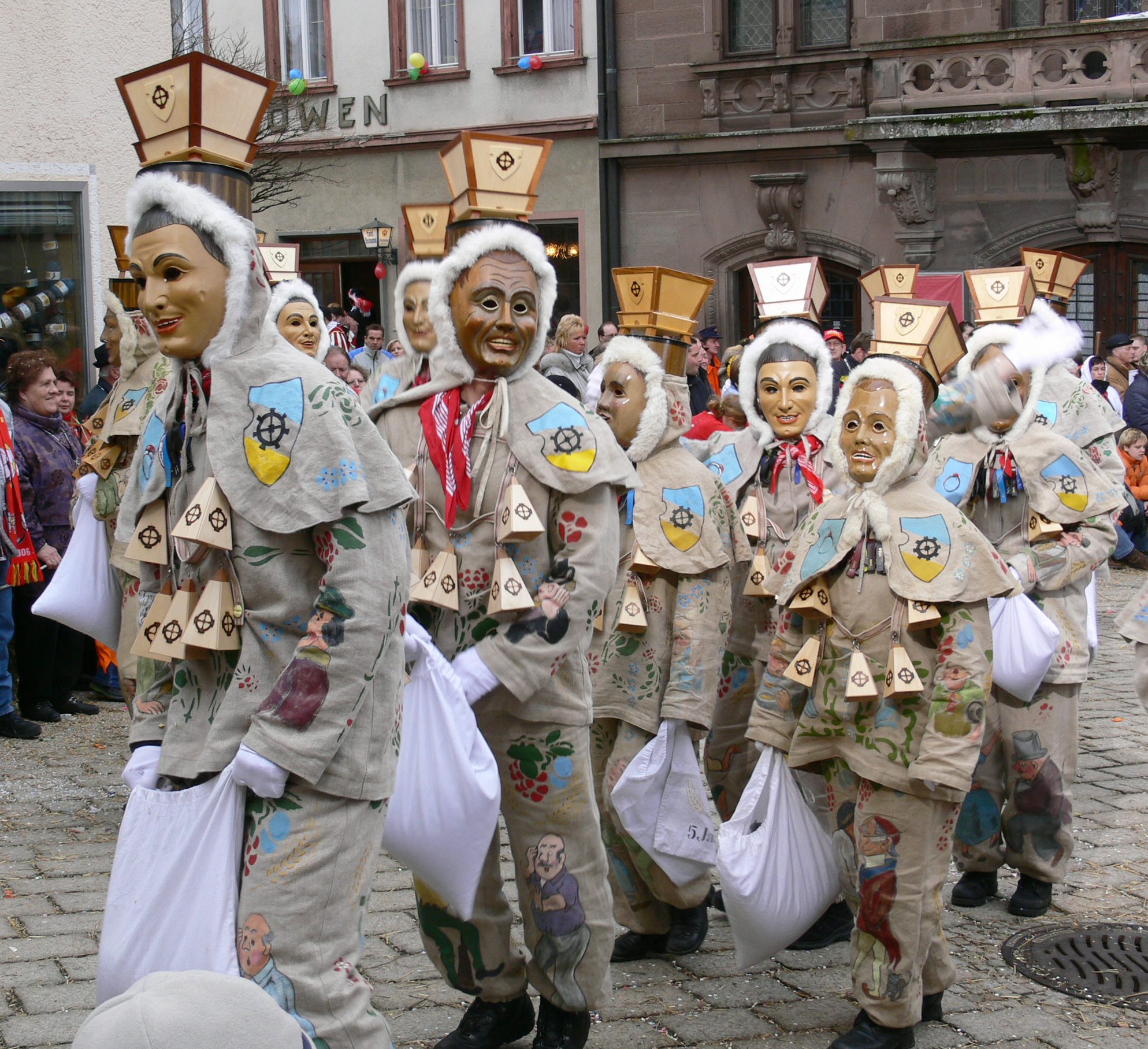
Schellennarren der Narrenzunft

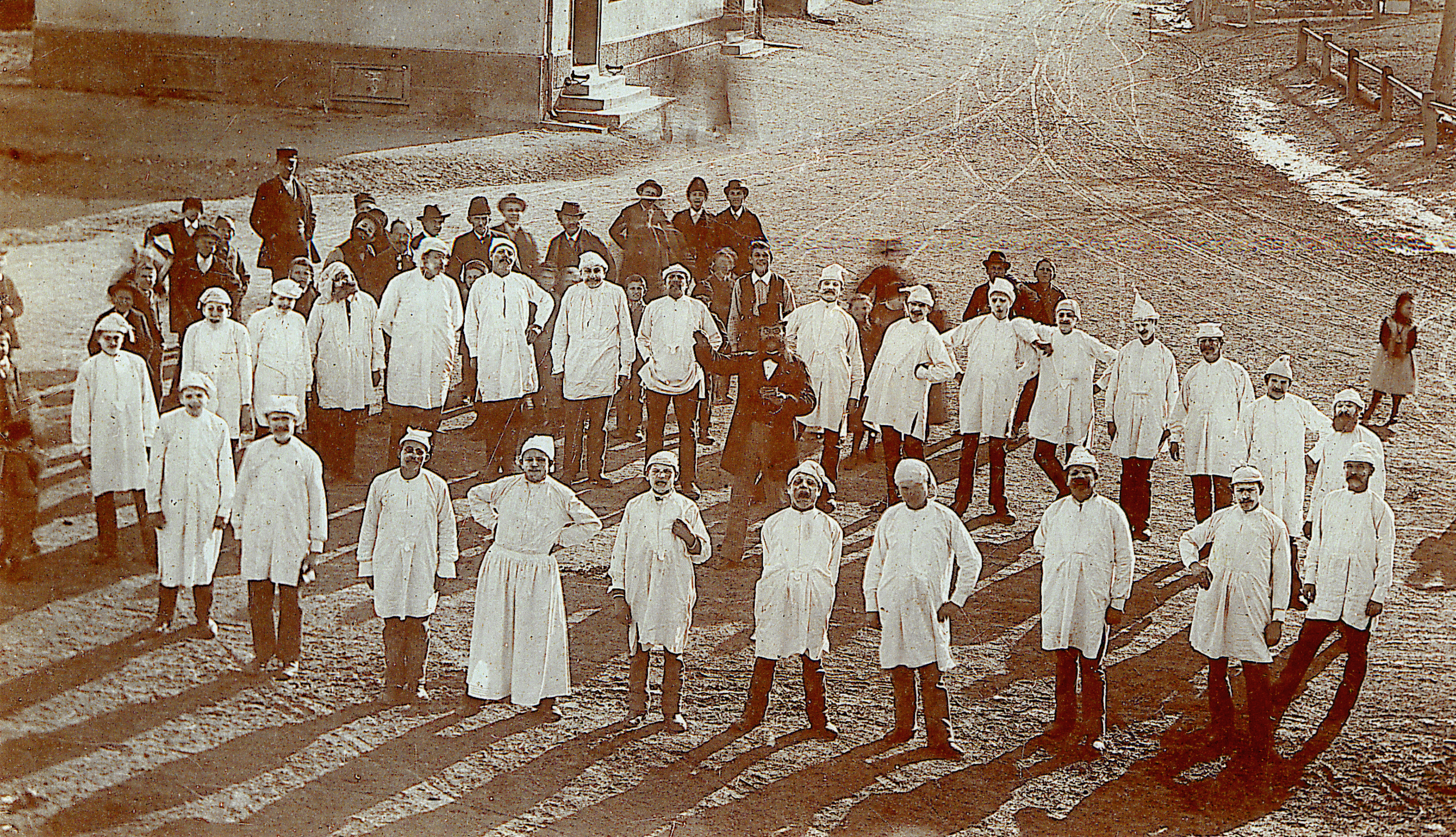
„Sagt er“ (1892)

Mühlheim ist eine Hochburg der schwäbisch-alemannischen Fasnet. Die Narrenzunft Mühlheim/Donau e. V. mit ihren Narrenfiguren „Schellennarr“ und „Kea-Weib“ ist Mitglied der Vereinigung Schwäbisch-Alemannischer Narrenzünfte (VSAN). Am Nachmittag des Fasnetsmontags findet in Mühlheim ein Fasnetumzug in der historischen Oberstadt statt. Bereits morgens wird der traditionelle und in dieser Form einzigartige Rügebrauch „Sagt er“ auf den Straßen aufgeführt. Dabei schildert ein Vorsänger Kuriositäten des vergangenen Jahres. Jeder seiner anklagenden Verse wird durch etwa 200 „Sagt-er-Männer“ in weißen Hemden und schwarzen Zipfelmützen, die im Kreis um ihn herumstehen, mit einem Kopfnicken und Singen der Wörter „Sagt er“ bestätigt. Die Idee zu diesem 1892 eingeführten Fastnachtsspiel brachte Balthasar Leibinger 1890 von einem Berlin-Besuch mit. Dort hatte er das Singspiel „Ein Wiener in Berlin“ gesehen, in dem eine entsprechende Musiknummer enthalten ist.
Neben zahlreichen regelmäßigen Veranstaltungen der Vereine, sind es vor allem das Kulturamt und der ehrenamtliche Kulturkreis, die über das ganze Jahr diverse Veranstaltungen anbieten. Das Kulturamt präsentiert die Reihe „Kultur in Mühlheim“ mit dem Schlossgartenkonzert, Kabarettisten, Comedians, Bands und Chöre sowie Lesungen. Der ehrenamtliche Kulturkreis bietet besondere Events wie die Klassikreihe „Heimspiele“ oder Kooperationen mit Kulturamt, Förderverein „Stetten – Begegnungen im Dorf“ und dem TheaterBahnhof Mühlheim an. In größeren Abständen gibt es auch eine lange Kulturnacht mit vielen Akteuren bei einer Veranstaltung.
Weitere Veranstaltungen:
- Alle zwei Jahre findet am ersten Septemberwochenende das Stadtfest statt.
- Am zweiten Sonntag im Juni findet jährlich der „Große Markttag“ (Ulrichsmarkt und Flohmarkt) statt. Außerdem am 30. Oktober (sofern kein Sonntag) der traditionelle Thomasmarkt.

## Wirtschaft und Infrastruktur

### Bekannte Firmen
In Mühlheim haben über 100 Unternehmen ihren Sitz. Die Firma Karl Leibinger Medizintechnik ist mit 335 Beschäftigten der größte Arbeitgeber am Ort. Das seit 1896 bestehende Familienunternehmen ist ein führender Hersteller von chirurgischen Instrumenten und gehört heute zur Unternehmensgruppe KLS Martin.

### Verkehr
Mühlheim liegt an der Bahnstrecke Tuttlingen–Inzigkofen und ist an das Ringzug-System angeschlossen, das den Ort mit Fridingen an der Donau und Tuttlingen verbindet. Zweistündlich verkehren außerdem Züge der Linie RE 55 bis Ulm über Sigmaringen sowie in Richtung Villingen über Tuttlingen. Die Stadt liegt im Gebiet des Verkehrsverbunds Schwarzwald-Baar-Heuberg.
Durch Mühlheim verlaufen zwei Landes-Radfernwege: 
- Der Donauradweg[15] führt von Donaueschingen über Passau, Wien und Budapest und weiter bis zur Mündung in das Schwarze Meer. Er wird ab Tuttlingen auch als EuroVelo-Route EV6 und zwischen Tuttlingen und Passau als D-Route 6 geführt.[16][17] Damit sind die Mühlheimer Unterstadt und der Ortsteil Stetten mit Tuttlingen und Fridingen an der Donau verbunden.
- Der Schwäbische-Alb-Radweg führt über die ganze Schwäbische Alb vom Bodensee nach Donauwörth. Er verläuft von Tuttlingen nach Stetten und weiter über Mahlstetten, Böttingen, Gosheim und Wehingen nach Balingen.

### Bildungseinrichtungen
Neben dem kommunalen Kindergarten im Ortsteil Stetten sind noch drei konfessionelle Kindergärten vorhanden. Mühlheim hat eine Grundschule und eine Realschule. Mühlheim ist Außenstelle der Volkshochschule und der Musikschule Tuttlingen.

### Freizeit- und Sportanlagen
- Hallenbad mit Sauna
- Sportgelände auf dem Ettenberg
- Skihang mit Liftanlage
- Kinderspielplatz Lippachtal mit Vogel- und Nistkastenlehrpfad und Spielplatz Riedbrunnen im Ortsteil Stetten

### Versorgungsnetze
Mühlheim hat eine Eigenwasserversorgung. Das Abwasser wird vom Abwasserzweckverband Donautal – Heuberg mit Sitz in Mühlheim gereinigt und der Donau zugeführt. Das örtliche Stromnetz ist im Besitz der EnBW, die Erdgas-Versorgung bei der badenova AG & Co. KG in Freiburg. Zusammen mit der badenova AG & Co. KG hat Mühlheim eine Energiegesellschaft Mühlheim mbh & Co. KG gegründet und ein Nahwärmeversorgungsnetz umgesetzt.

## Persönlichkeiten
- Caspar II. Thoma († 1596), war von 1571 bis 1596 Abt des Klosters St. Blasien
- Ferdinand Weitzenegger (1704–1775), Palier, Baumeister und Architekt
- Ignaz Ambros von Amman (1753–1830 oder 1840), Kartograf und Landesgeometer
- Karl Anton Gutknecht (1859–1928), Politiker (DNVP), Reichstagsabgeordneter
- Josef Alfons Wirth (1887–1916), Maler und Zeichner
- Nikolaus Freiherr von Enzberg (1911–1976), Jurist, Landrat von Rottweil
- Fritz Buschle (* 1951), SPD-Politiker, von 2006 bis 2011 Mitglied des Landtags von Baden-Württemberg, von 1980 bis 2018 Gemeinderat in Mühlheim
- Oliver Ehret (* 1964), CDU-Politiker, zwischen 1994 und 2005 Bürgermeister von Mühlheim, von 2005 bis 2013 Oberbürgermeister von Singen (Hohentwiel)
- Franz Leibinger (* 1976), ehemaliger Tennisspieler und -trainer, Videoproduzent
- Maria-Lena Weiss (* 1981), CDU-Politikerin, seit 2021 Mitglied des Deutschen Bundestages über ein Direktmandat.[18]

Die Künstlerfamilie Korb aus dem Mühlheim gestaltete im 17. und 18. Jahrhundert im gesamten Umkreis zahlreiche sakrale Gebäude.